# Acquitted Felons
The Acquitted Felons was een Amerikaanse band. Het was de eerste band van Josh Homme nadat Kyuss uiteen viel. De band maakte deel uit van de Palm Desert Scene.

## Biografie
De band werd opgericht in 1997. De bandleden gebruikten psychedelische drugs tijdens de jamsessies in de opnamestudio Rancho de la Luna. Homme veranderde de naam in Desert Sessions omdat hij zijn nieuwe band Gamma ray begon wat later Queens of the Stone Age werd. De band heeft hierna geen muziekmateriaal meer opgenomen.
De nummers "Nova" en "Avon" zijn opgenomen tijdens de eerste twee sessies. Deze kwam uit op Volume 3 onder de nieuwe naam Dessert Sessions.

## Discografie

### Albums
- 1997 - The Desert Sessions: Volumes 1 & 2

### Ep's
- 1997 - Volume 1: Instrumental Driving Music for Felons
- 1997 - Volume 2: Status: Ships Commander Butchered
- 1998 - Volume 3: Set Coordinates for the White Dwarf!!!